# ツインリンクもてぎエンジェル
ツインリンクもてぎエンジェル（Twin Ring Motegi Angel）は、かつての日本のサーキット・『ツインリンクもてぎ（現・モビリティリゾートもてぎ）』における一部の女性スタッフの総称である。キャンペーンガール的存在でもある。

## 概要
ツインリンクもてぎ開業から2年後の1999年に創設。毎年公募で選出し、ツインリンクもてぎで開催される各種レース・イベントのアシスタントやPR活動を行う他、サーキット以外でのイベント出演もこなす。
活動期間は基本的に1年契約であるが、2 - 4 年に延長されるエンジェルも存在している。
2020年末を持ってツインリンクもてぎエンジェルの活動及び新規募集を終了した。これにより22期で歴史の幕を閉じることになった。

## 歴代のエンジェルたち
基本的に事務所未契約の者が多い鈴鹿サーキットクイーンに対し、もてぎエンジェルは既に芸能事務所やモデル事務所に所属している者や、後にレースクイーンや別サーキットのキャンペーンガールを務めた者を輩出している。
| 期     | 年度   | メンバー （太字はグランプリ、下線は任期途中で脱退したメンバー、〈 〉括弧内は当年以前のメンバー歴）                                          | 応募者数 |
| ------ | ------ | --- | -------- |
| 1期生  | 1999年 | 清水夏未・和田伊津美 |          |
| 2期生  | 2000年 | 和田伊津美〈99年〉 林美智子・北沢恭子・岩崎紋子・小山智華子・岡田智美・南英美                                                               |          |
| 3期生  | 2001年 | 大瀧恭子・細谷洋子・大盛江美・鈴木香織・島田和菜・牧野泉・八木友美・山懸恵利子                                                              |          |
| 4期生  | 2002年 | 宮崎しのぶ・瀬奈まいこ・荒木恵・長嶋みどり・植田真以子・八賀千枝・勢見智佳子・平川真梨子                                                    | 約400名  |
| 5期生  | 2003年 | 田中久絵・堀内晶子・前田優子・山田理絵 | 約500名  |
| 6期生  | 2004年 | 難波飛鳥・丸山夏姫・藤井まりお・早川聡子・永野智子・長谷川聡子・石田加寿子・中村理沙子                                                      |          |
| 7期生  | 2005年 | 早川聡子〈04年〉・中村理沙子〈04年〉 萩野谷美貴・冨田幸子・大野やよい・仲野真紀・齋藤真里枝・山内智恵                                       | 467名    |
| 8期生  | 2006年 | 萩野谷美貴〈05年〉・冨田幸子〈05年〉・大野やよい〈05年〉・仲野真紀〈05年〉 入江里佳・入江由実・柴小聖・戸田奈々                             | 478名    |
| 9期生  | 2007年 | 大野やよい〈05年,06年〉・入江由実〈06年〉・入江里佳〈06年〉・柴小聖〈06年〉 井上裕美子・大澤幸子・大森亜侑実・河野美保子                    | 370名    |
| 10期生 | 2008年 | 入江由実〈06年,07年〉・入江里佳〈06年,07年〉・井上裕美子〈07年〉・河野美保子〈07年〉 深沢菜津美・長谷川陽子・葉月ななこ・藤田睦美・菊池優子 | 410名    |
| 11期生 | 2009年 | 井上裕美子〈07年,08年〉・葉月ななこ〈08年〉 伊地知佳弥・古川みゆき・五十子明恵・青山知恵・吉永ちか・吉浦遥                                  | 406名    |
| 12期生 | 2010年 | 五十子明恵〈09年〉・青山知恵〈09年〉・吉永ちか〈09年〉・吉浦遥〈09年〉 神谷ゆかり・高橋ゆい・武田美紗・山田千春・吉田のぞみ                 | 約350名  |
| 13期生 | 2011年 | 五十子明恵〈09年,10年〉・青山知恵〈09年,10年〉・山田千春〈10年〉 一ノ瀬あすか・南弓華・岡本さくら・渡邉淳・日下部リサ                       | 約250名  |
| 14期生 | 2012年 | 山田千春〈10年,11年〉・岡本さくら〈11年〉・日下部リサ〈11年〉 河合ゆかり・黒木あさみ・浜野沙羅・仮屋真由・小林みき                          | 約180名  |
| 15期生 | 2013年 | 山田千春〈10年,11年,12年〉・岡本さくら〈11年,12年〉・黒木あさみ〈12年〉・小林みき〈12年〉 遠藤由佳子・芹澤聖加・下河原愛・山口あや          | 約200名  |
| 16期生 | 2014年 | 黒木あさみ〈12年,13年〉・小林みき〈12年,13年〉・下河原愛〈13年〉・山口あや〈13年〉 寺町みつき・信藤真有子・鈴木愛里彩・岸田彩美             | 153名    |
| 17期生 | 2015年 | 下河原愛〈13年,14年〉・山口あや〈13年,14年〉・信藤真有子〈14年〉・岸田彩美〈14年〉 水原りか・板橋まや・津本未来・北山すずか                 | 129名    |
| 18期生 | 2016年 | 水原りか〈15年〉・板橋まや〈15年〉・北山すずか〈15年〉 白岡愛未・利波里奈・小島愛里・南武果歩・片瀬舞美                                     | 120名    |
| 19期生 | 2017年 | 水原りか〈15年,16年〉・板橋まや〈15年,16年〉・南武果歩〈16年〉・片瀬舞美〈16年〉 悠木恵愛・谷美奈・平田菜々子・五十嵐あいる                 | 120名    |
| 20期生 | 2018年 | 水原りか〈15年,16年,17年〉・悠木恵愛〈17年〉・五十嵐あいる〈17年〉 三春和香奈・仲村瑠奈・朝日奈しおり・西木野花恋                           | 120名    |
| 21期生 | 2019年 | 五十嵐あいる〈17年,18年〉・仲村瑠奈〈18年〉・朝日奈しおり〈18年〉・三春和香奈〈18年〉 北村なみ・楠木絢・柚希柑那・ 増永えま                 | 120名    |
| 22期生 | 2020年 | 北村なみ〈19年〉・柚希柑那〈19年〉 麻生ゆうき・五十沢星来・土屋りな・京本諷・柳井麗亜                                                       | 105名    |

## コスチューム
コスチュームは歴代様々なバリエーションの物が作られており、年によってはアメリカンモータースポーツをイメージしたスポーティなデザインも採用されている。また、ロゴマークに用いられているイメージカラーの青と緑がワンポイントとして用いられている。
- 〜2003年：白地のタンクトップとショートパンツ、Mのマークの入ったブルゾン
- 2004年：白地に緑と青のラインの入ったビスチェ、白のスカートとジャケット
- 2005年〜2008年：上が青、下が白の袖無しのワンピース、緑地に袖と襟が白のジャケット
- 2009年〜2012年：白地に青や緑のラインの入ったビスチェとスカートまたはショートパンツ、ジャケット
- 2012年〜2015年：コチラレーシングのマークとイメージカラーの青を基調にした袖無しのワンピースとジャケット、2015年はコチラレーシング関係で着用するサブコスチュームとなる
- 2015年：白地でサイドに青、ポイント的に緑のラインの入ったビスチェとスカート、ライダース仕様のジャケット
- 2016年〜2017年：2015年モデルのマイナーチェンジで、ジャケットのライン配色が変更され、スカートが白と青・緑の2段フリルになり、スカートの下に青いスパッツを着用している。
- 2018年：再度マイナーチェンジを実施、スカートが白一色で裾に緑のラインが入ったものに変更。